# Cafelândia (São Paulo)
Cafelândia é um município brasileiro do estado de São Paulo. Localiza-se a uma latitude 21º04'09" sul e a uma longitude 49º36'16" oeste, estando a uma altitude de 445 metros. Possui uma área territorial de 920,280 km² e sua população estimada em 2024 pelo IBGE era de 16 905 habitantes. O município é formado pela sede e pelos distritos de Bacuriti, Cafesópolis e Simões.

## História
A região foi colonizada por moradores instalados em glebas doadas pelos fazendeiros Beraldo Arruda e José Zucchi.
Em 27 de novembro de 1919, foi crada a Vila de Cafelândia, pertencente ao Município de Pirajuí. Em 30 de julho de 1925, foi assinada a lei de criação do Município de Cafelândia, desmembrado-se de Pirajuí, e sua instalação oficial ocorreu em 28 de fevereiro de 1926.

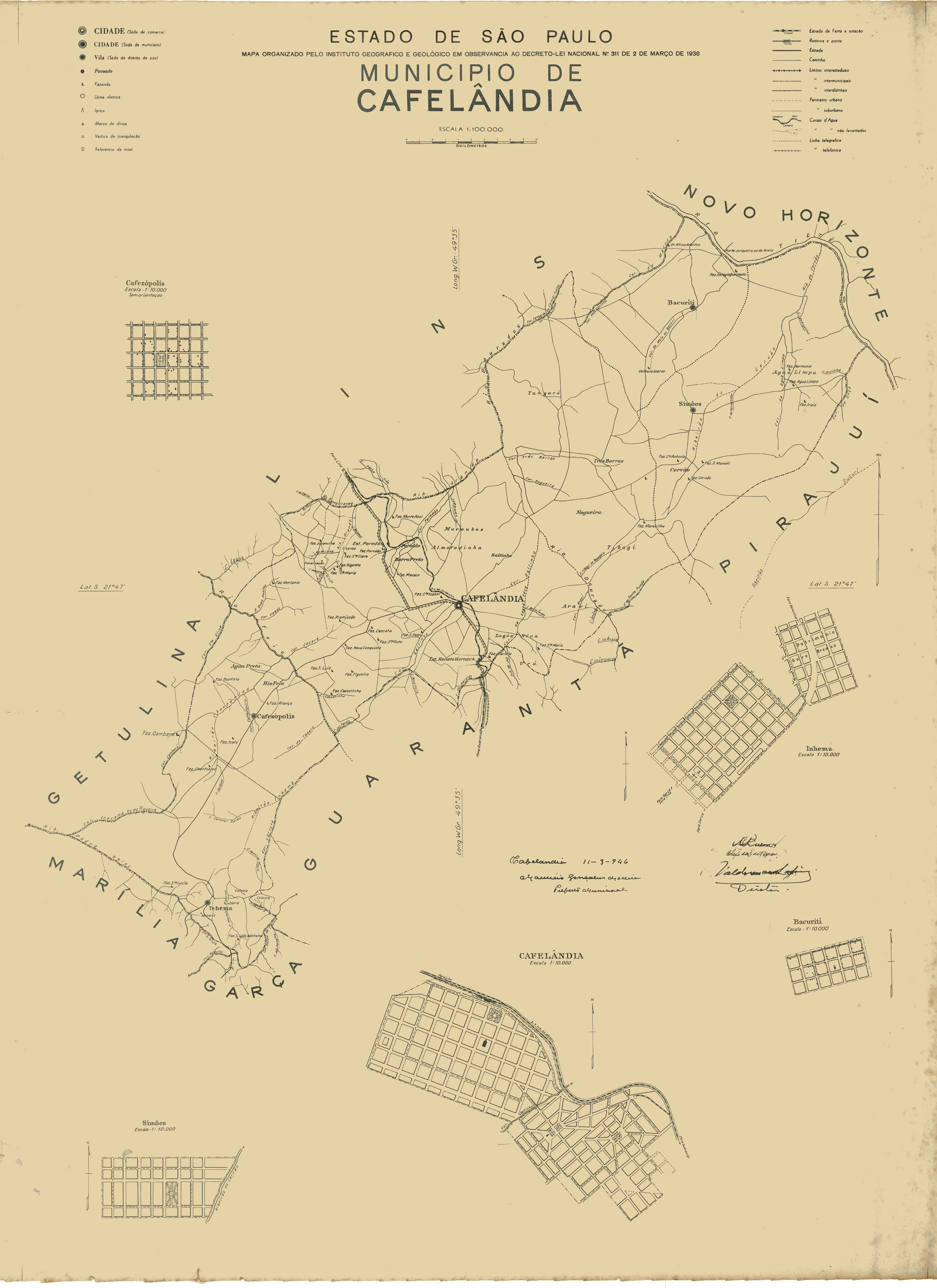
Mapa de Cafelândia (1944).

## Geografia
Cafelândia chegou a possuir área de 982 km² e hoje possui 919,86 km², pois teve territórios alagados pelo lago da Usina Hidrelétrica de Promissão. A sede do município está localizada a 416 metros de altitude e distância de 412 km da capital do Estado.
O seu solo é do tipo cretáceo superior, grupo Bauru-arenitos, silitos, calcários, argilitos, conglomeratos. O clima é quente com inverno seco. A média das máximas é 36 °C e a média das mínimas é de 12 °C. A média pluviométrica é de 1.000mm anuais.

### Hidrografia
- Rio Dourado (São Paulo)
- Rio Tietê
- Rio Feio

### Rodovias
- SP-300
- SP-333

### Ferrovias
- Linha Tronco da antiga Estrada de Ferro Noroeste do Brasil [10]

## Demografia

### População
| Crescimento populacional                             | Crescimento populacional | Crescimento populacional | Crescimento populacional |
| Ano                                                  | População Total          |                          | %±                       |
| ---------------------------------------------------- | ------------------------ | ------------------------ | ------------------------ |
| 1934                                                 | 32 556                   |                          | —                        |
| 1937                                                 | 34 805                   |                          | 6,9%                     |
| 1940                                                 | 36 006                   |                          | 3,5%                     |
| 1946                                                 | 39 129                   |                          | 8,7%                     |
| 1950                                                 | 27 066                   |                          | −30,8%                   |
| 1958                                                 | 26 614                   |                          | −1,7%                    |
| 1960                                                 | 26 253                   |                          | −1,4%                    |
| 1970                                                 | 17 592                   |                          | −33,0%                   |
| 1980                                                 | 17 480                   |                          | −0,6%                    |
| 1991                                                 | 15 257                   |                          | −12,7%                   |
| 2000                                                 | 15 793                   |                          | 3,5%                     |
| 2010                                                 | 16 607                   |                          | 5,2%                     |
| 2022                                                 | 16 654                   |                          | 0,3%                     |
| Est. 2024                                            | 16 905                   | [ 11 ]                   | 1,5%                     |
| Fontes: Censos Demográficos IBGE e Estimativas SEADE |                          |                          |                          |

### Dados demográficos
População total: 14.793
- Urbana: 12.056
- Rural: 2.737
- Homens: 7.808
- Mulheres: 7.985

Densidade demográfica (hab./km²): 17,17
Mortalidade infantil até 1 ano (por mil): 14,72
Expectativa de vida (anos): 71,84
Taxa de fecundidade (filhos por mulher): 2,49
Taxa de alfabetização: 89,09%
Índice de Desenvolvimento Humano (IDH-M): 0,788
- IDH-M Renda: 0,732
- IDH-M Longevidade: 0,781
- IDH-M Educação: 0,851

(Fonte: IPEADATA)

## Política e administração
- Prefeito: Tais Fernanda Maimoni Contieri Santana (2021/2024)
- Vice-prefeito: Elizabeth de Melo

## Economia
No passado predominou a monocultura do café, que em meados do Século XX, era um produto de grande aceitação no mercado mundial. Com o declínio comercial desta cultura, a economia do município voltou-se para a agricultura, em geral, e a pecuária. Atualmente, com a instalação de uma usina de álcool, o cultivo de cana-de-açúcar vem se destacando fortemente.
Cafelândia ainda conta com um moderno distrito industrial e nele diversas indústrias principalmente de pequeno e médio porte ajudam a sustentar a economia local. Aramefício, indústria têxtil entre outras levaram o município, segundo dados dos Ministério do Trabalho, a gerar um dos maiores índices de emprego durante o ano de 2008.

## Infraestrutura

### Comunicações
O sistema de telefones automáticos foi inaugurado na cidade em 1977 pela Telecomunicações de São Paulo (TELESP), que também implantou o sistema de discagem direta à distância (DDD) em 1978 com o código de área (0145). Anteriormente a cidade era atendida pela Companhia Telefônica Brasileira (CTB).
Na década de 90 o código DDD da cidade foi alterado para (014), para padronização do sistema telefônico com a telefonia celular que estava sendo implantada em todo o estado.

## Cultura e lazer

### Rodeio
Cafelândia tem a Festa do Peão de Cafelândia, que é realizada geralmente na primeira semana de abril, coincidindo com o aniversario da cidade. 

### Cafeartes
A Cafeartes, que em 2010 completou trinta anos, é a Feira de Artesanato de Cafelândia, promovida pela Prefeitura Municipal de Cafelândia, e realizada anualmente, no começo de setembro, coincidindo com o Feriado da Independência.

## Pessoas ilustres
- Ver Biografias de cafelandenses notáveis

## Religião
O Cristianismo se faz presente na cidade da seguinte forma:

### Igreja Católica
- A igreja faz parte da Diocese de Lins.[21]

### Igrejas Evangélicas
Entre as igrejas protestantes históricas, pentecostais e neopentecostais, encontram-se na cidade:
- Assembleia de Deus Ministério do Belém.[23][24]
- Congregação Cristã no Brasil.[25]